# Habana del Este
Habana del Este ist ein Stadtbezirk (Municipio) der kubanischen Hauptstadt Havanna.
Habana del Este (Ost-Havanna) befindet sich an Kubas Nordküste östlich des Stadtzentrums und umfasst eine Fläche von rund 141 km² und damit gut 20 % des Stadtgebiets Havannas. Hier leben 172.040 (2011) Menschen, was einer Bevölkerungsdichte von 1215,9 Einwohner pro km² entspricht.

## Playas del Este

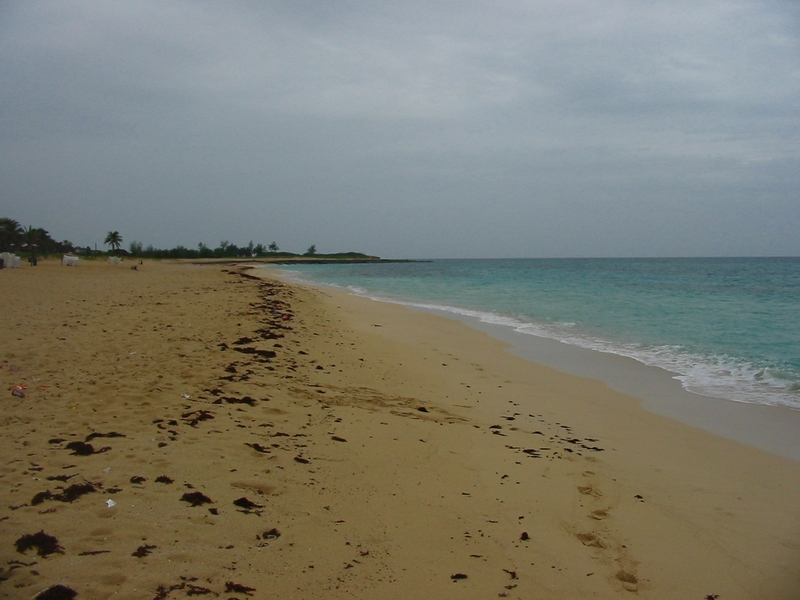
Tarará-Strand.

Die Playas del Este (deutsch „Strände des Ostens“) befinden sich östlich von Havanna, der Hauptstadt Kubas. Die gesamte Strandregion erstreckt sich über 50 km und besteht aus weißen Sandstränden.
Aufgrund ihrer Lage, ca. 15 km von Havanna entfernt, sind diese Strände bei Touristen und Einheimischen, die dem Großstadtleben „entfliehen“ möchten, sehr beliebt. Die Strandabschnitte um Santa María del Mar sind von Bäumen bewachsen und bieten viele Übernachtungsmöglichkeiten sowie ein breites Sportangebot. Die Playa Bacuranao ist relativ ruhig und vor allem für Familien geeignet. Die Strände in Guanabo sind vor allem an Wochenenden sehr mit Leben erfüllt.

## Bedeutende Persönlichkeiten des Stadtbezirks
- Glenhis Hernández (* 1990), Taekwondo-Weltmeisterin und Abgeordnete des nationalen Parlaments